# Хубер, Герберт
Герберт Хубер (нем. Herbert Franz Josef Huber; 1 января 1931-1 октября 2005) — немецкий ботаник, известный своим вкладом в систематику покрытосеменных растений.

## Биография
Герберт был сыном профессора биологии в богословско-философском колледже в Диллинген-ан-дер-Донау, где он вырос. Он учился в Мюнхене, у Германа Мерксмюллера, где в 1958 году написал докторскую диссертацию о видах рода Церопегия. После окончания университета он занял должность куратора в Ботаническом саду Вюрцбургского университета, затем занял должность профессора ботаники в университете в Мериде (Венесуэла). После возвращения в Германию он стал сначала руководителем Гамбургского гербария, а затем был назначен в профессором ботаники в Кайзерслаутернском университете, в котором проработал до пенсии.

## Деятельность
Хубер являлся одним из первых учёных, которые оспаривали традиционное деление покрытосеменных растений по морфологическим признакам на однодольные и двудольные растения. Был первым из систематиков, который предложил разделить обширный таксон семейство лилейные на более мелкие семейства. Он не получил широкую известность за пределами своей страны, поскольку в основном писал на немецком языке, и публиковался в вестнике Государственной ботанической коллекции Мюнхена (нем. Botanische Staatssammlung München).
В Мюнхене он опубликовал свое первое значительное произведение Die Samenmerkmale und Verwandtschaftsverhältnisse der Liliiflorae (1969), детальное исследование семян Lilianae и, в частности, лилейных, в котором он предложил разделить семейство на две части — Asparagoid Liliiflorae и Colchicoid Liliiflorae. Затем, Дальгрен, Клиффорд и Йео в своём исследовании семейств однодольных (1985) завершили предложенную Хубером концепцию и популярно её изложили, выделив спаржецветных как новый отряд в царстве растений. Столь же важное значение имеют другие труды Хубера, которые касаются систематики двудольных (магнолиецветных и эвдикотов), а также анатомии их семён, в частности, обширного семейства растений анноновых и розоцветных. Инициировал междисциплинарные хемотаксономические исследования эвдикотов.

## Наследие
Род растений Hubera Chaowasku был назван в его честь.

## Избранная библиография
- H. Huber. (1955) Ceropegia humbertii Mitt. Bot. Staatssamml. München, Heft 12: 72.
- Herbert F. J. Huber: Revision der Gattung Ceropegia. In: Memórias da Sociedade Broteriana. Band 12, Coimbra, 1957, S. 1-203.
- Huber, H. (1985) Annonaceae, pp. 1-75. In: Dassanayake, M.D. & Fosberg, F.R. (eds.), A revised handbook to the flora of Ceylon, 5. Amerind Publishing Co., New Delhi, 476 Seiten.
- H. Huber: Die Samenmerkmale und Verwandtschaftsverhältnisse der Liliiflorae. In: Mitt. Bot. Staatssamml.[Mitteilungen der Botanischen Staatssammlung München]. 8, 1969, S. 219—538. Abgerufen im 10. Februar 2015.
- H. Huber: The treatment of monocotyledons in an evolutionary system of classification. In: Plant Systematics and Evolution, Supplement. 1, 1977, S. 285—298. doi:10.1007/978-3-7091-7076-2_18.
- K. Kubitzki, H. Huber, P. J. Rudall, P. S. Stevens, T. Stützel: The families and genera of vascular plants. Vol.3. Springer-Verlag, Berlin, Germany 1998, ISBN 3-540-64060-6 (Abgerufen am 14. Januar 2014).